# RTÉ Two
RTÉ Two (irl. RTÉ a Dó) – kanał telewizyjny Raidió Teilifís Éireann. Kanał jest dostępny na terenie całej wyspy poprzez cyfrową telewizję naziemną Saorview i Freeview, cyfrową platformę Sky, jak również online na całym świecie przy pomocy usługi RTÉ player.
Kanał został uruchomiony 2 listopada 1978 proponując widzom szerszy wybór programów. Kanał miał być również ukierunkowany dla młodszej widowni. W 2011 roku została uruchomiona na platformie Sky transmisja kanału w wysokiej rozdzielczości RTÉ Two HD.